# Ildefonsia
Ildefonsia je monotipski biljni rod iz porodice trpučevki  (Plantaginaceae). Jedina vrsta je I. bibracteata, južnoamerički polugrm iz Brazilske države Rio de Janeiro, 
Rod je opisan u London Journal of Botany 1: 184. 1842.